# Objetivo AMIA
Objetivo AMIA es una serie de televisión de drama político y acción israelí emitida por Reshet 13. La trama está inspirada en los atentados terroristas de 1992 y 1994 en Buenos Aires contra la embajada de Israel y la comunidad judía. Está protagonizada por Michael Aloni, Malena Sánchez, Alfonso Tort, César Bordón y Jameel Khoury. La serie se estrenó el 13 de febrero de 2025 en Israel.

## Sinopsis
Sigue la vida de Diego, un agente del Mosad que en 1992 perdió trágicamente a su hermana en el atentado a la embajada de Israel en Argentina. A partir de esto, Diego forma equipo con Gisela, una periodista argentina, que lo ayudará a encontrar a los responsables del ataque. Sin embargo, dos años después de los acontecimientos, en el transcurso de su investigación serán testigos del atentado a la AMIA, el segundo ataque contra la comunidad judía en Argentina.

## Elenco

### Principal
- Michael Aloni como Diego
- Malena Sánchez como Gisela Berruti
- Alfonso Tort como Bruno Galiatri
- César Bordón como Secretario
- Jameel Khoury como Al Kassar

### Secundario
- Uli Sternberg como Avner
- Adam Karst	como Yosef
- Tali Osadchi como Fernanda
- Soledad Pelayo como Gloria
- Roberto Suárez como Jorge
- Álvaro Armand Ugón como Rafael
- Fernando Amaral como Eduardo Ruiz
- Doron Talmon como Noemí

## Episodios
| N.º | Título                          | Dirigido por       | Escrito por  | Fecha de emisión original |
| --- | ------------------------------- | ------------------ | ------------ | ------------------------- |
| 1   | «פרק הבכורה» «Episodio estreno» | Guillermo Rocamora | Izhar Harley | 13 de febrero de 2025     |
| 2   | «נביל» «Nabil»                  | Guillermo Rocamora | Izhar Harley | 13 de febrero de 2025     |
| 3   | «סוריה» «Siria»                 | Guillermo Rocamora | Izhar Harley | 27 de febrero de 2025     |
| 4   | «מכונית תופת» «Coche bomba»     | Guillermo Rocamora | Izhar Harley | 6 de marzo de 2025        |
| 5   | «אבו בני» «Abu Baní»            | Guillermo Rocamora | Izhar Harley | 13 de marzo de 2025       |
| 6   | «אל קסאר» «Al Kassar»           | Guillermo Rocamora | Izhar Harley | 13 de marzo de 2025       |
| 7   | «יסמין» «Jazmín»                | Guillermo Rocamora | Izhar Harley | 20 de marzo de 2025       |
| 8   | «9:53» «9:53»                   | Guillermo Rocamora | Izhar Harley | 20 de marzo de 2025       |

## Desarrollo

### Producción
En noviembre de 2022, Nadav Palti, director ejecutivo de la productora Dori Media Group anunció que realizarían una serie de ocho episodios titulada AMIA. La serie fue creada por Givon Snir y Shuky Gur. En junio de ese año, se develó que el director uruguayo Guillermo Rocamora estaba a cargo de la dirección de la serie, mientras que Izhar Harley fue el responsable de escribir el guion. En cuanto a su lanzamiento, se reveló que AMIA sería emitida por la cadena de televisión israelí Reshet 13 bajo la distribución de Dori Media International. Además, se comunicó que la serie estaría coproducida por Yair Dori Holdings y Cimarrón Cine.
En noviembre de 2023, la serie fue presentada en la décima edición del evento MIPCOM Cancún y en Cannes para su venta y distribución internacional.

### Rodaje
La fotografía principal de la serie inició en mayo de 2023 en Montevideo (Uruguay). La mayor parte de la producción se grabó en español combinando el inglés, hebreo y persa. Las filmaciones finalizaron en septiembre de 2023.

### Casting
En junio del 2023, se comunicó que el elenco principal estaba integrado por Michael Aloni, Malena Sánchez, Alfonso Tort, César Bordón y Jameel Khoury.

## Emisión internacional
| País / Región | Canal  | Estreno             | Título         | Ref(s) |
| ------------- | ------ | ------------------- | -------------- | ------ |
| Argentina     | Flow   | 17 de julio de 2025 | AMIA, la serie | [ 15 ] |
| Argentina     | Telefe | 18 de julio de 2025 | AMIA, la serie | [ 15 ] |